# دراگون بال
دراگون بال (به ژاپنی: ドラゴンボール، به انگلیسی: Dragon Ball) یک مجموعه مانگای ژاپنی است که توسط آکیرا توریاما نوشته و طراحی شده‌است. این مانگا برای اولین بار توسط انتشارات شوئیشا در هفته‌نامهٔ شونن جامپ از سال ۱۹۸۴ تا ۱۹۹۵، به تعداد ۴۲ جلد به چاپ می‌رسید. داستان دراگون بال در ابتدا از رمان کلاسیک چینی با عنوان «سفر به باختر» الهام گرفته شده‌است.
یک مجموعه تلویزیونی انیمه ۱۵۳ قسمتی توسط استودیو توئی انیمیشن از این مانگا ساخته شده که پخش آن از ۲۶ فوریه ۱۹۸۶ تا ۱۲ آوریل ۱۹۸۹ در کانال فوجی تلویژن ادامه داشت. دنباله‌ای نیز برای این مجموعه با عنوان دراگون بال زد، از آوریل ۱۹۸۹ تا ژانویه ۱۹۹۶ پخش شد. همچنین دراگون بال سوپر نیز از سال ۲۰۱۵ تا ۲۰۱۸ پخش شد.